# Steinhöring
Steinhöring – miejscowość i gmina w Niemczech, w kraju związkowym Bawaria, w rejencji Górna Bawaria, w regionie Monachium, w powiecie Ebersberg. Leży około 5 km na wschód od Ebersberga, przy drodze B304 i linii kolejowej Monachium – Mühldorf am Inn.

## Dzielnice
- Sankt Christoph
- Steinhöring

## Demografia
| Rok  | Liczba mieszk. |
| ---- | -------------- |
| 1970 | 2 395          |
| 1987 | 3 068          |
| 2000 | 3 540          |
| 2007 | 3 889          |

Dane o ludności z 31 grudnia 2008:
| Opis                                | Ogółem | Ogółem | Kobiety | Kobiety | Mężczyźni | Mężczyźni |
| ----------------------------------- | ------ | ------ | ------- | ------- | --------- | --------- |
| Jednostka                           | osób   | %      | osób    | %       | osób      | %         |
| Populacja                           | 3906   | 100    | 1948    | 49,87   | 1958      | 50,13     |
| Wiek przedprodukcyjny (0–17 lat)    | 826    | 21,15  | 409     | 10,47   | 417       | 10,68     |
| Wiek produkcyjny (18–65 lat)        | 2525   | 64,64  | 1236    | 31,64   | 1289      | 33        |
| Wiek poprodukcyjny (powyżej 65 lat) | 555    | 14,21  | 303     | 7,76    | 252       | 6,45      |

## Polityka
Wójtem gminy jest Alois Hofstetter, poprzednio urząd ten obejmował Max Niedermeier, rada gminy składa się z 16 osób.
|      | CSU | SPD | PWG | BL | Razem |
| 2008 | 7   | 1   | 6   | 2  | 16    |
| 2002 | 9   | 2   | 5   | -  | 16    |

## Oświata
W gminie znajdują się trzy przedszkola oraz szkoła podstawowa.